# Bathyplotes mammillatus
Bathyplotes mammillatus is een zeekomkommer uit de familie Synallactidae.
De wetenschappelijke naam van de soort werd in 1940 gepubliceerd door Svend Geisler Heding.